# Syndrome SHORT
Pour les articles homonymes, voir Short (homonymie).

Le syndrome SHORT est hérité d'une manière autosomique dominante

Le syndrome SHORT est un ensemble d'anomalies congénitales touchant le squelette et les tissus mous. Il a été décrit en 1975.

## Présentation
SHORT est un acronyme pour petite taille, hyperextensibilité des articulations et/ou hernie inguinale, dépression oculaire, anomalie du rieger et retard de la dentition.
D'autres caractéristiques communes au syndrome SHORT sont un visage triangulaire, un petit menton avec une fossette, une perte de graisse sous la peau (lipodystrophie), position anormale des oreilles, perte auditive et retard de la parole.